# Rolf Bergström (producent)
Nils Rolf Wilhelm Bergström, född 28 september 1925 i Katarina församling, Stockholm, död 21 juli 2004 i Norrköping, var en svensk radioproducent och skådespelare.
Bergström var en av idégivarna till Barnens adventskalender som sändes i Sveriges Radio 1957, ett fem minuters program med barn som sjöng julvisor, pratade om julförberedelser och öppnade en lucka i en adventskalender. Detta var bara början. Året därpå, 1958, gavs den första tryckta adventskalendern ut i anslutning till radioprogrammet Barnradions Adventskalender. Rolf Bergström var också programledare för studioprogrammet Snurran som sändes från Karlaplansstudion med publik under 1950-talet. Han var också sportreporter.[källa behövs]
Som skådespelare medverkade han i totalt fem filmer mellan åren 1944 och 1950. Debuten skedde 1944 i Alf Sjöbergs Hets.

## Filmografi
- 1944 – Hets
- 1946 – Pengar – en tragikomisk saga
- 1947 – Skepp till Indialand
- 1948 – Soldat Bom
- 1950 – Medan staden sover

## Teater

### Roller
| År   | Roll          | Produktion                          | Regi               | Teater         |
| ---- | ------------- | ----------------------------------- | ------------------ | -------------- |
| 1943 | Bob           | Jag är sjutton år Paul Vandenberghe | Harry Roeck-Hansen | Blancheteatern |
| 1944 | Thomas Hickey | Med clippern västerut Elmer Rice    | Helge Hagerman     | Blancheteatern |

### Fotnoter
1. 1 2  ”Rolf Bergström”. Svensk Filmdatabas. http://sfi.se/sv/svensk-filmdatabas/Item/?type=PERSON&itemid=61814&ref=%2ftemplates%2fSwedishFilmSearchResult.aspx%3fid%3d1225%26epslanguage%3dsv%26searchword%3dRolf+Bergstr%C3%B6m%26type%3dPerson%26match%3dBegin%26page%3d1%26prom%3dFalse. Läst 13 oktober 2012.
2. ↑  "Rolf Bergström glömmer vi aldrig" Norrköpings Tidningar 1 december 2004
3. ↑  ”Jag är 17 år”. Musikverket. http://calmview.musikverk.se/CalmView/Record.aspx?src=CalmView.Performance&id=PERF22220&pos=125. Läst 22 april 2016.
4. ↑  ”Med clippern västerut”. Musikverket. http://calmview.musikverk.se/CalmView/Record.aspx?src=CalmView.Performance&id=PERF22223&pos=129. Läst 24 april 2016.